# Németh Zsolt (vízilabdázó)
Németh Zsolt (Budapest, 1970. április 15. –) Európa-bajnok vízilabdázó, edző. A sportsajtóban Németh I. Zsolt néven ismert.

## Sportpályafutása

### Játékosként
1979-ben A KSI-ben kezdett vízilabdázni. Nevelőedzői Lőrincz Lajos, Kőnigh György és Pék Gyula.
10 év után, 1989-ben a BVSC-be igazolt, ahol bekk poszton 20 évet töltött el.
1991-1992-es bajnoki szezonban  kölcsönjátékosként, félévet a Vasasban töltött, ahol Magyar Kupa aranyérmet,és bajnoki ezüstérmet szerzett.
1993-ban  a BVSC -vel bajnoki döntőt játszott, de kikaptak az Újpesttől, és ezüstérmet szereztek. 1994-ben bronzérem.
1995-ben Magyar kupát nyert a vasutasokkal.
1996-ban KEK-döntőt játszott klubjával, majd zsinórban 4 bajnokságot nyertek.
2000-ben a BVSC-vel bejut a Bajnokok Ligája négyes döntőjébe és megnyerték a Magyar Kupát. A csapattal ötödszörre is
bajnoki döntőt játszottak, de a Ferencvárostól vereséget szenvedtek.
A 2008-2009-es szezon végén 501. bajnoki meccse után felhagyott a játékkal. Ekkor már a BVSC utánpótlásában edzőként tevékenykedett.
1993-ban és 1995-ben az Európa-bajnokságon ezüst-, majd 1997-ben aranyérmet szerzett.
1994-ben világbajnoki 5., 1995-ben Világkupa 1. helyezett. Az 1996-os olimpiai játékokon 4. helyezett.
145 válogatott mérkőzésen szállt vízbe.

### Edzőként
Visszavonulása után a BVSC utánpótlásában fiatal tehetségekkel foglalkozott, majd 2009-ben lett az UVSE edzői stábjának a tagja. 2010-től másodedzőként dolgozott a női válogatott másodedzőjeként Merész András mellett. 2014 novemberében ő lett a távozó Godova Gábor utódja az UVSE felnőtt csapatánál. 2016 decemberében Märcz Tamás lett a férfi válogatott szövetségi kapitánya, munkáját Németh Zsolt másodedzőként segíti.

## Eredményei

### Válogatott
- Európa-bajnoki aranyérmes: 1997
- Olimpia 4. hely: 1996
- Világkupa aranyérmes: 1995
- Világkupa ezüstérmes: 1993
- Európa-bajnoki ezüstérmes: 1993, 1995
- Világbajnoki 4. hely: 1994

### Klub
- Magyar bajnok (1996, 1997, 1998, 1999 BVSC)
- Magyar Kupa-győztes (1992 Vasas, 1995, 2000 BVSC)
- Bajnokok Ligája bronzérmes (2000 BVSC)
- KEK-döntős (1996-BVSC)

### Edzőként

#### Válogatott

##### Magyar férfi vízilabda-válogatott
- Világbajnoki ezüstérem 2017

##### Magyar női vízilabda-válogatott
- Olimpia 4. hely 2012
- Világbajnoki bronzérem 2013
- Európa-bajnoki bronzérem 2012, 2014

## Családja
Nős, két fia van Soma Máté (1995) és Domonkos (1998)

## Díjai, elismerései
- Az év csapatának tagja (1993,1997)
- BVSC Örökös bajnoka (2011)